# ドン・ドッケン
ドン・ドッケン（Don Dokken、1953年6月29日 - ）は、アメリカ合衆国のハードロック・ボーカリストである。LAメタル・バンド、ドッケンのリーダー。ノルウェー系アメリカ人。身長183cm。また近年は、若手のバンドを発掘してアルバムのプロデュースも行っている。

## 経歴

### デビューまで
最初に結成したバンドは1977年で、当時のメンバーはドレイク・レヴィン (ギター)、ビル・ロードン (ドラム)、ラスティ・アレン (ベース)であった。その後、1978年に後のラットのボビー・ブロッツアーとともに「AIRBORN」を結成。「スターウッド・クラブ」や「ウイスキー・ア・ゴー・ゴー」といったクラブでプレイしていた。この時「THE BOYZ」というバンドに出会う。当時そのバンドには、ジョージとミックがプレイしていた。その後すぐに「AIRBORNE」は崩壊してしまう。1979年に、ドン自らの姓をバンド名とする「ドッケン」を結成。スティーヴン・バリー (ベース)、グレッグ・ペッカ (ドラム)と、最初のシングル「Hard Rock Woman」を「Hard Rock」なる自主レーベルからリリースしている。1978年にドイツをツアーし、その後、アメリカに戻って一度バンドは解散している。が、ドンは、ベースのフォアンとともにドッケンを再結成させる（ドラムには、新たにゲイリー・ホーランドを加入させている）。そして、新たにギターにグレッグ・レオン、ベースにゲイリー・リンクを加入させ、『バック・イン・ザ・ストリーツ』をリリースする（当時のプロデューサーがバンドに無断でリリース）。が、しかしそのゲイリーもグレイト・ホワイトに加入するためにバンドを去ってしまう。そして、再びバンドを解散させ、ドンは一人ドイツに渡り、再びボビー・ブロッツアーとフォアンの兄のトム・クルーシェと出会い、デモテープ制作を行い、CARRERE RECORDSと契約する。そして、再びフォアン・クルーシェを加入させた後、1981年ドイツで急遽レコーディングをすることとなった。当時は流動的なメンバーだったため「XCITER」のミック・ブラウンを加入させたが、彼はジョージ・リンチが一緒に加入するという条件でOKしたのだった（ドン自身がギターをプレイするのでギタリストは必要なかったと後のインタビューで語っている。ジョージがオジー・オズボーンで活動していた頃、ウォーレン・デ・マルティーニもドッケンで活動していた）。

### メジャー・デビュー - 解散
ドイツにてレコーディングを行い、ドン・ドッケン、ジョージ・リンチ、フォアン・クルーシェ、ミック・ブラウンというラインナップでデビュー・アルバム『ブレーキング・ザ・チェインズ』を制作した（実際、ベースをプレイしているのはピーター・バルテス）。その後、フォアンの後任にジェフ・ピルソンが加入し、1983年にエレクトラ・レコードと契約。デビュー・アルバムである『ブレーキング・ザ・チェインズ』（曲を一部差し替え）の再発を経て、1984年に出世作となったセカンド・アルバム『トゥース・アンド・ネイル』を発表（「アローン・アゲイン」がスマッシュ・ヒット）。その後、1985年にアルバム『アンダー・ロック・アンド・キー』、1987年にはアルバム『バック・フォー・ジ・アタック』を発表。発売2週間でダブルプラチナを獲得した（全米チャート13位）。1988年、来日公演の模様を収録したライブ・アルバム『ビースト・フロム・ジ・イースト』をリリース。しかし、ドンとジョージの確執が深刻化してゆき、「モンスターズ・オブ・ロック」のツアーを終了と同時にドンが脱退する形でバンドは解散する。

### ソロ活動 - ドン・ドッケン・バンドの誕生
ドンはピーター・バルテス（現アクセプト）、ミッキー・ディー（元キング・ダイアモンド、モーターヘッドを経て現スコーピオンズ）、ジョン・ノーラム（現ヨーロッパ）、ビリー・ホワイト（元ウォッチタワー。現在は引退して僧侶になった）と共に、バンド「ドン・ドッケン」としてゲフィン・レコードからアルバム『アップ・フロム・ジ・アッシェズ』を発表した。その後、メンバーが次々と去って行き解散。
なお、結成当初はベースにパトリック・ヤング（ブラック・アンド・ブルー）とヘンポ・ヒルデン（ミッドナイト・サン）がメンバーだった。

### ドッケン再結成 - メンバー・チェンジ - 現在
1994年に全盛期のメンバーでドッケンが再結成されるが、2枚のアルバム（『ディスファンクショナル』『シャドウライフ』）をリリース後、1997年にジョージが再び脱退（実際は解雇）。ツアーにはジョン・ノーラムがヘルプする形で行っていた。その後、後任には、レブ・ビーチ（現ウィンガー、現ホワイトスネイク）を迎え『イレイズ・ザ・スレート』を発表、その後、ジョン・ノーラムにギター交代させると今度はジェフが脱退（現在は、フォリナーで活動中）、ベースを新たにバリー・スパークスを迎えて『ロング・ウェイ・ホーム』をリリース。その後、ツアー中にジョンが怪我で、アレックス・デロッソが代役で参加させる（ジョンはそのままバンドを去る）。その後、『Hell to Pay』のレコーディングに入ろうとするが、アレックスのビザの関係でアメリカに来られず、新たに元WARLOCKのメンバーで1997年に一度、ドッケンのライブに参加したことがあるジョン・レヴィン（ギター）を迎えてレコーディングを行い、アルバムをリリースした。2008年にはアルバム『ライトニング・ストライクス・アゲイン』をリリース。また、ソロ・アルバム『Solitary』をリリースしている。
以降もドッケンとしてのアルバム発表、ライブでの活動が続いた。2012年、アルバム『ブロークン・ボーンズ』を最後にドッケンの活動を終え、マイケル・シェンカーと『Faith』という作品を制作すると語っていたが、その後もバンドは活動を続けている。

### プロデューサー業
若手のバンドのアルバムのプロデュースをすることでも有名。ブラック・アンド・ブルーのデビュー前のデモのプロデュースを行ったりもしていた。また「Phantom Blue」のデビューにも関わっている。その他、プロデュースに関わったアルバムは下記のとおり。
- グレイト・ホワイト : Out of the Night (1983年) ※EP
- Antix : Get Up, Get Happy (1984年)
- Shire : Shire (1984年)
- XYZ : 『XYZ』 - XYZ (1989年)
- セイント・ヴァイタス : 『C.O.D.』 - C.O.D. (1992年)
- グレイト・ホワイト : 『キャント・ゲット・ゼア・フロム・ヒア』 - Can't Get There From Here (1999年)
- Maxx Explosion : Forever (2013年)

## 人物・エピソード
- ドッケン結成初期はギターも担当していた。音楽ルーツはクラシックにあり、アコースティック、クラシックギターも相当な腕前。ドッケンの楽曲にヨーロッパ的な曲調が多いのは彼の存在による所が大きい。
- 1980年代のドッケンにおけるギタリスト、ジョージ・リンチとの確執は有名な話。性格の不一致と、ドンがギターをプレイしたいという気持ちが常にあったためだとも言われている。
- 遅刻癖が激しく、メンバーともそれでたびたび衝突したと言われている。ジョージのソロ「セイクレッド・グルーヴ」の１曲でヴォーカル参加の予定だったがこの時も遅刻し、結局マシュー＆ガナーのネルソン兄弟がヴォーカルをとっている(「We Don't Own This World」)
- ファンをとても大事にしサインや写真にも気軽に応じる。
- 全盛期は華麗なハイトーンボイスが持ち味であったが、持病である鼻腔の病気や癌の影響で近年はハイトーンが出なくなり、ライブなどではドッケンの代表曲をオクターブ下げて歌うことが増えた。

## ディスコグラフィ

### スタジオ・アルバム
- 『アップ・フロム・ジ・アッシェズ』 - Up from the Ashes (1990年)
- Solitary (2008年) ※2020年に3曲追加で再発